# 北波多村
北波多村（きたはたむら）は、佐賀県の東松浦郡の北西に位置していた村である。東松浦郡に属していた。
1889年（明治22年）4月1日、町村制施行により北波多村となる。2005年（平成17年）1月1日、唐津市・（玄海町・七山村を除く）東松浦郡の計8市町村で合併（新設合併）し、唐津市の一部となった。

## 地理
- 山:
- 河川:
- 湖沼:

### 隣接していた自治体
- 唐津市
- 伊万里市
- 東松浦郡：相知町

## 地域

### 健康
- 平均年齢:

### 教育
- 北波多村立北波多小学校
- 北波多村立北波多中学校

## 交通

### バス
- 昭和バスが運行している。
  - 大手口 - 百人町 - 東唐津駅 - 久里 - 山本 - 市民病院きたはた
  - 大手口 - 用尺南 - 鬼塚 - 徳須恵 - 北波多 - 伊万里ふるさと村 - 伊万里駅前
  - 福岡（福岡空港・博多バスターミナル・天神）- 今組 - 唐津インター口 - 山本 - 北波多 - 伊万里駅前（高速バス「いまり号」）
    - いまり号については福岡行きは乗車のみ、伊万里行きは降車のみとなっている。

### 空港
なし

### 鉄道路線
なし
かつては唐津線岸嶽支線が通っており、当村内には岸嶽駅が設置されていた。

### 道路
- 国道202号
- 佐賀県道50号唐津北波多線
- 佐賀県道52号山本波多津線